# تغلق تیمور
تغلق تیمور خان ( چغاتایی و فارسی : تغلق تیمور خان؛ همچنین Tughluq Tömür یا Tughluk Temur ) (1312/13–1363) خان مغولستان از حدود سال 1390 بود. 1347 و خان کل خانات چاگاتای از ج. 1360 تا زمان مرگش. اعتقاد بر این است که اسن بوقا (از نوادگان مستقیم چاگاتای خان ) پدر او است.  دوران حکومت او به دلیل گرویدن به اسلام  و تهاجماتش به ماوراءالنهر معروف است .

## پیشینه
پس از کشته شدن غازان خان جغتایی در سال ۱۳۴۶، خانات جغتای دستخوش دگرگونی شد. در غرب (ماوراءالنهر)، قبایل عمدتاً ترک-مغول ، به رهبری امیران قراوناس ، کنترل را به دست گرفتند. امیران برای حفظ ارتباط با خاندان چنگیز خان ، چندین نفر از نوادگان او را بر تخت نشاندند، هرچند این خانان فقط اسماً حکومت می‌کردند و قدرت واقعی نداشتند.
در همین حال، بخش شرقی خانات، به دلیل تضعیف قدرت خان‌ها، برای چندین سال عمدتاً خودمختار بود. این بخش شرقی (که بیشتر آن با نام «مغولستان» شناخته می‌شد) برخلاف ماوراءالنهر، عمدتاً محل سکونت مغول‌ها بود و عمدتاً بودایی و شمن‌گرا بودند .
قدرتمندترین خانواده در بخش شرقی خانات در این زمان، یک خانواده مغولی، یعنی خانواده امیران دوغلات بود. دوغلات‌ها چندین شهر مهم را به عنوان دست نشانده خان‌ها در اختیار داشتند، از جمله کاشغر ، آکسو ، یارکند و ختن . در حدود سال ۱۳۴۷، امیر دوغلات، بولاجی، پس از مشاهده اوضاع در ماوراءالنهر، تصمیم گرفت خان مورد نظر خود را تربیت کند. انتخاب او به تغلق تیمور افتاد که در آن زمان چیزی بیش از یک ماجراجو نبود.

## گرویدن به اسلام
تغلق توسط یک روحانی مسلمان به نام مولانا ارشد الدین  که ناخواسته به شکارگاه‌های تغلق تجاوز کرده بود، به دین اسلام گروید. تغلق به روحانی دستور داد تا دلیل دخالت روحانی در شکار او را بداند. روحانی پاسخ داد که از تجاوز خود آگاه نبوده است. در این مرحله، تغلق متوجه شد که روحانی ایرانی است و تغلق گفت که "ارزش یک سگ از یک ایرانی بیشتر است." روحانی پاسخ داد: "بله، اگر ما ایمان واقعی نداشتیم، واقعاً از سگ‌ها بدتر بودیم." تغلق که گیج شده بود، به روحانی دستور داد تا "ایمان واقعی" را توضیح دهد. بدین ترتیب تغلق آموزه‌های اسلام را به او آموخت . پس از آن، تغلق اسلام را پذیرفت.  این عمل منجر به این شد که امرای مغولستان نیز همین کار را انجام دهند، اگرچه عموم مردم منطقه در گرویدن به اسلام کندتر عمل کردند. طبق روایتی ، او ختنه شد و در همان روز ۱۶۰۰۰۰ نفر سر خود را تراشیدند و به اسلام اعتراف کردند.

## خانشیپ
در همین حال، در ماوراءالنهر، قراوناس‌ها جایگاه خود را به عنوان رهبران بالفعل اولوس‌های جغتای از دست دادند؛ آنها توسط بویان سولدوز ، امیری آسان‌گیر و ناکارآمد، جایگزین شدند. تغلق تیمور قضاوت کرد که در ماوراءالنهر با مقاومت کمی روبرو خواهد شد و در مارس ۱۳۶۰ به آنجا حمله کرد. همانطور که پیش‌بینی می‌شد، اکثر امیران قبایل از او حمایت کردند؛ آنهایی که حمایت نکردند (به ویژه حاجی بیگ از قبیله بارلاس ) تصمیم به فرار گرفتند. مغول‌ها تصمیم گرفتند شخص دیگری را برای اداره سرزمین‌های سابق حاجی بیگ پیدا کنند؛ آنها بر سر برادرزاده جوان حاجی بیگ، تیمور ، که تسلیم آنها شده بود، توافق کردند. اتفاقاً این اولین گام در به قدرت رسیدن تیمور به عنوان امیر امپراتوری تیموری بود .
مغول‌ها پس از بروز اختلاف میان امرایشان، خیلی زود ماوراءالنهر را ترک کردند. با این حال، در سال ۱۳۶۱ میلادی، تغلق تیمور و ارتشش برای دومین بار وارد این منطقه شدند. این بار به نظر می‌رسد خان تصمیم گرفته بود که امرای ماوراءالنهر را برکنار کند و قدرت را در دست خود متمرکز کند. او چندین امیر، از جمله امیر بایزید و بویان سولدوز را اعدام کرد، در حالی که حاجی بیگ که پس از عزیمت مغول‌ها در سال ۱۳۶۰ میلادی بازگشته بود، دوباره عقب‌نشینی کرد. هنگامی که قراوناس امیر حسین با او مخالفت کرد، تغلق تیمور به سرزمین‌های وسیع او واقع در جنوب آمودریا حمله کرد و او را در نبرد شکست داد. امیر حسین فرار کرد. ارتش مغول در تعقیب او تا قندوز در جنوب پیشروی کرد و منطقه را غارت کرد.
تغلق تیمور پس از نابودی قدرت امیران ماوراءالنهر و متحد کردن مجدد خانات جغتای، پسرش الیاس خوجا را به عنوان نایب‌السلطنه ماوراءالنهر منصوب کرد و عازم مغولستان شد.
برخلاف علی سلطان که مبلغان فرانسیسکن را به قتل رساند ، به نظر می‌رسد که تغلق تیمور نسبت به سایر ادیان و روشنفکران مدارا می‌کرد و علایق اسلاف جغتایی و یوانی خود را در بودیسم به اشتراک می‌گذاشت .  در حدود سال 1363، او از لامای تبتی ، رول-پای دورجی، که از دربار سلسله یوان مستقر در دادو (پکن امروزی) بازمی‌گشت، دعوت کرد.  با این حال، دومی به دلیل مسافت و گرویدن خان به اسلام، مودبانه این دعوت را رد کرد.
در طول سلطنت او، مغول‌ها (نام فارسی مغول‌ها) هنوز هویت مغولی خود را حفظ کرده و به زبان مغولی صحبت می‌کردند.
مدت کوتاهی پس از این، او در سن ۳۴ سالگی درگذشت. مقبره او در آلمالیق واقع شده است . فتح ماوراءالنهر توسط او کوتاه مدت بود، زیرا امیر حسین و تیمور به سرعت آن را از الیاس خواجه گرفتند